# Тульберг, Тюко
Тюко Тульберг (швед. Tycho Fredrik Hugo Tullberg; 9 октября 1842, Уппсала — 24 апреля 1920, Уппсала) — шведский зоолог. Потомок Карла Линнея, популяризатор его научного наследия, первый президент Шведского линнеевского общества.

## Биография
Родился 9 октября 1842 году в Уппсале.
С 1863 по 1869 год изучал естественные науки в Уппсальском университете, в котором и получил степень доктора философии.
В 1871 году начал читать лекции по зоологии.
С 1882 года — профессор зоологии в Уппсальском университете.

## Научная работа
Неоднократно предпринимал поездки с научною целью в Германию, Данию, Австрию и Голландию.
Занимался сначала исключительно изучением ногохвосток (Collembola) скандинавской фауны.
Затем проводил морфологические изыскания, а в последние годы систематикой грызунов.

## Публикации
Основные труды:
- «Om Skandinaviska Podurider af Underfamiljen Lipurinae» (диссертация, Уппсала, 1869);
- «Förteckning öfver Svenska Podurider» (Öfvers. of. K. V. A.’s Förhandl.", 1871);
- «Svenges Podunder» («K. V. A.’s. Handl», т. 10);
- «Neomenia, a new Genus of invertebrated animals» («Bih. till. K. V. A.’s Handl.», т. 3);
- «Studien über den Bau und das Wachsthum des Hummerpanzers und der Molluskenschalen» («K. V. A.’s Handl.», т. 19);
- «Bau und Entwickelung der Barten bei Balaenoptera Sieboldi» («Nova Acta Reg. Soc. Sc.», Уппсала, 1882);
- «Ueber einige Muriden aus Kamerun» («Nova Acta Reg. Soc. Sc.», Уппсала, 1893);
- «Ueber Haplodon rufus» («Festskrift for Lilljeborg», 1898);
- «Ueber das System der Nagethiere, eine phylogenetische Studie» («Nova Acta Reg. Soc. Sc.», Уппсала, сер. III, т. XVIII, 1900).

## Память
В честь учёного названы таксоны коллембол:
- семейство Tullbergiidae Bagnall, 1935
- род Tullbergia Lubbock, 1876

Производные названия:
- род Paratullbergia Womersley, 1930
- род Pachytullbergiinae Greenslade, Rusek, 1996